# Chris Pontius (acteur)
Christopher Andrew Pontius (Pasadena, 16 juli 1974) is een Amerikaans acteur. Hij is bekend van Jackass en Wildboyz. Pontius groeide op in San Luis Obispo (Californië).

## Carrière
Zijn eerste optreden was in het tweede nummer van het Amerikaanse skateboardmagazine Big Brother. Pontius werkte tot 1999 voor Big Brother. In 2000 ging hij werken voor Jackass. In Jackass stond hij vooral bekend om zijn naakte scènes. Zo ging hij als "party boy" met alleen een string aan in het openbaar dansen. Pontius is bij Jackass beland omdat hij een pick-uptruck had en hij die uitleende aan Johnny Knoxville.

## Filmografie
| Jaar | Film                             | Rol               | Notities              |
| ---- | -------------------------------- | ----------------- | --------------------- |
| 2002 | Jackass: The Movie               | Zichzelf          | Schrijver             |
| 2003 | Charlie's Angels: Full Throttle  | Irish Dock Worker | Cameo                 |
| 2006 | Jackass Number Two               | Zichzelf          | Schrijver             |
| 2007 | National Lampoon's TV: The Movie | Jesus Christus    |                       |
| 2007 | Jackass 2.5                      | Zichzelf          | Schrijver             |
| 2008 | What We Do Is Secret             | Black Randy       |                       |
| 2010 | Somewhere                        | Sammy             |                       |
| 2010 | Jackass 3D                       | Zichzelf          | Schrijver             |
| 2011 | Jackass 3.5                      | Zichzelf          | Schrijver             |
| 2018 | Action Point                     | Benny             |                       |
| 2018 | Game Over, Man!                  | Zichzelf          | Cameo                 |
| 2022 | Jackass Forever                  | Zichzelf          | Co-producer Schrijver |
| 2022 | Jackass 4.5                      | Zichzelf          | Co-producer Schrijver |

- Bibliothèque nationale de France: cb14623506b (data)
- International Standard Name Identifier: 0000 0000 4683 7173
- Library of Congress Control Number: no2003071758
- MusicBrainz: 656681f6-bc4b-408c-a9f1-af87feed3ecf
- Virtual International Authority File: 51944353
- WorldCat: E39PBJkD994WrYqrgFCcj66Frq